# Città portuale
Città portuale (Hamnstad), conosciuto anche come Città della nebbia, è un film di Ingmar Bergman prodotto dalla Svensk Filmindustri nel 1948, tratto da un romanzo di Olle Länsberg.
Nel film la critica ha voluto individuare l'influenza del neorealismo italiano come pure quello del realismo francese dell'anteguerra, con particolare riferimento a Carné e a Duvivier.

## Trama
Berit è appena uscita da una casa correzionale dopo innumerevoli peripezie di carattere familiare e sociale. La ragazza tenta il suicidio gettandosi in mare al porto, ma viene salvata. Conosce poi Gösta, un giovane marinaio del quale si innamora, iniziando così una nuova vita.